# ريان سوليفان (متسابق دراجات نارية)
ريان سوليفان (بالإنجليزية: Ryan Sullivan)‏ هو متسابق دراجات نارية أسترالي، ولد في 20 يناير 1975 في ملبورن في أستراليا.